# Beriotisia fuegensis
Beriotisia fuegensis är en fjärilsart som beskrevs av George Francis Hampson 1907. Beriotisia fuegensis ingår i släktet Beriotisia och familjen nattflyn. Inga underarter finns listade i Catalogue of Life.